# Chironomus solitus
Chironomus solitus är en tvåvingeart som beskrevs av Linevich 1971. Chironomus solitus ingår i släktet Chironomus och familjen fjädermyggor. Inga underarter finns listade i Catalogue of Life.